# Anomobryum minutirete
Anomobryum minutirete är en bladmossart som beskrevs av Kis 1984. Anomobryum minutirete ingår i släktet Anomobryum och familjen Bryaceae. Inga underarter finns listade i Catalogue of Life.